# Ribes sardoum
Ribes sardoum (tiếng Anh thường gọi là Sardinian Currant) là một loài thực vật thuộc họ Grossulariaceae. Đây là loài đặc hữu của Ý. Môi trường sống tự nhiên của chúng là thảm cây bụi kiểu Địa Trung Hải. Chúng hiện đang bị đe dọa vì mất môi trường sống.

## Hình ảnh

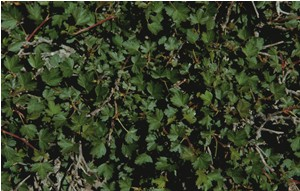